# Mark Cook
Mark Cook (North Shields, Newcastle, Inglaterra, 7 de septiembre de 1988) es un futbolista inglés. Es uno de los pocos jugadores ingleses que han jugado profesionalmente en Sudamérica, luego de jugar para el club peruano Universitario de Deportes en 2012.

## Trayectoria
Cook pasó por las juveniles de Newcastle United, y más tarde fue contratado por Hartlepool United y Gateshead FC, aunque no jugó un partido para ninguno de estos clubes. En octubre de 2010, fichó por Harrogate Town, donde mantuvo 17 porterías sin meter gol en 61 partidos.

### Llegada al Perú
En julio de 2012, Cook fue contactado por el entrenador de Universitario de Deportes Nolberto Solano, quien al igual que Cook, jugó para Newcastle United y Hartlepool United. Cook fichó por Universitario en agosto con mucha atención de los medios. Jugó dos partidos en la Primera División de Perú para el club, debutando en una derrota por 0-1 en casa ante el Sport Huancayo el 1 de septiembre, y luego jugó en una derrota por 3-0 como visitante contra el Cobresol el 16 de septiembre. Solano se marchó como entrenador de Universitario el 12 de diciembre de 2012, y esto marcó el final del breve período de Cook en el club.

### Retorno a Inglaterra
A su regreso a Inglaterra firmó por Blyth Spartans del Northern Premier League, haciendo su debut en la derrota por 2-1 contra el F.C. United of Manchester en el carril de Gigg. Cook hizo algunas apariciones para Blyth antes de irse al final de la temporada.

## Clubes
| Club                      | País       | Año         |
| ------------------------- | ---------- | ----------- |
| Newcastle United B        | Inglaterra | 2005 - 2008 |
| Hartlepool United         | Inglaterra | 2008 - 2010 |
| Gateshead F. C.           | Inglaterra | 2010        |
| Harrogate Town            | Inglaterra | 2010 - 2012 |
| Universitario de Deportes | Perú       | 2012        |
| Blyth Spartans            | Inglaterra | 2013        |
| Dunston UTS               | Inglaterra | 2014 - 2016 |
| Newcastle Benfield        | Inglaterra | 2016 - 2017 |